# India olandese

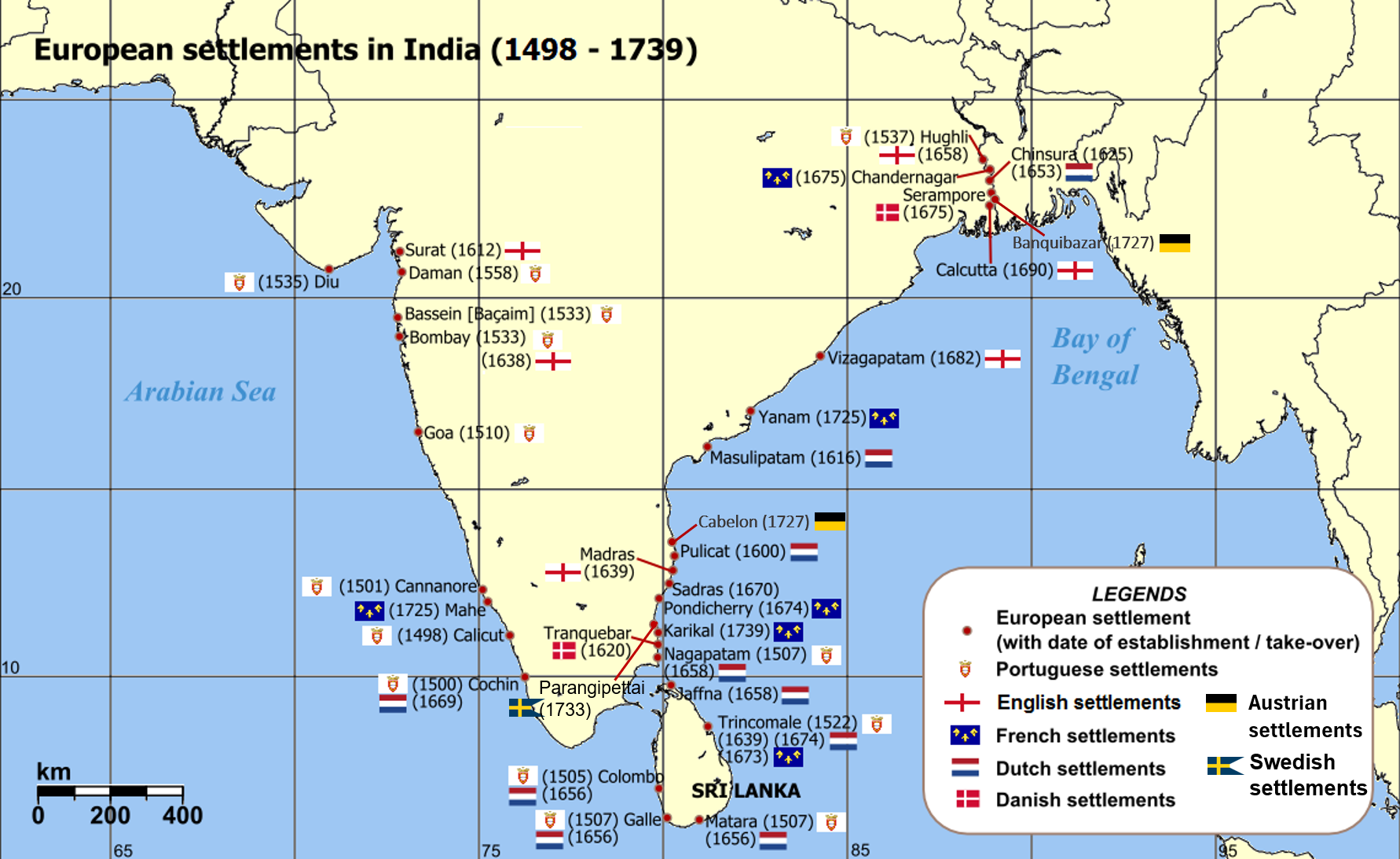
Insediamenti olandesi e di altre nazioni europee in India.

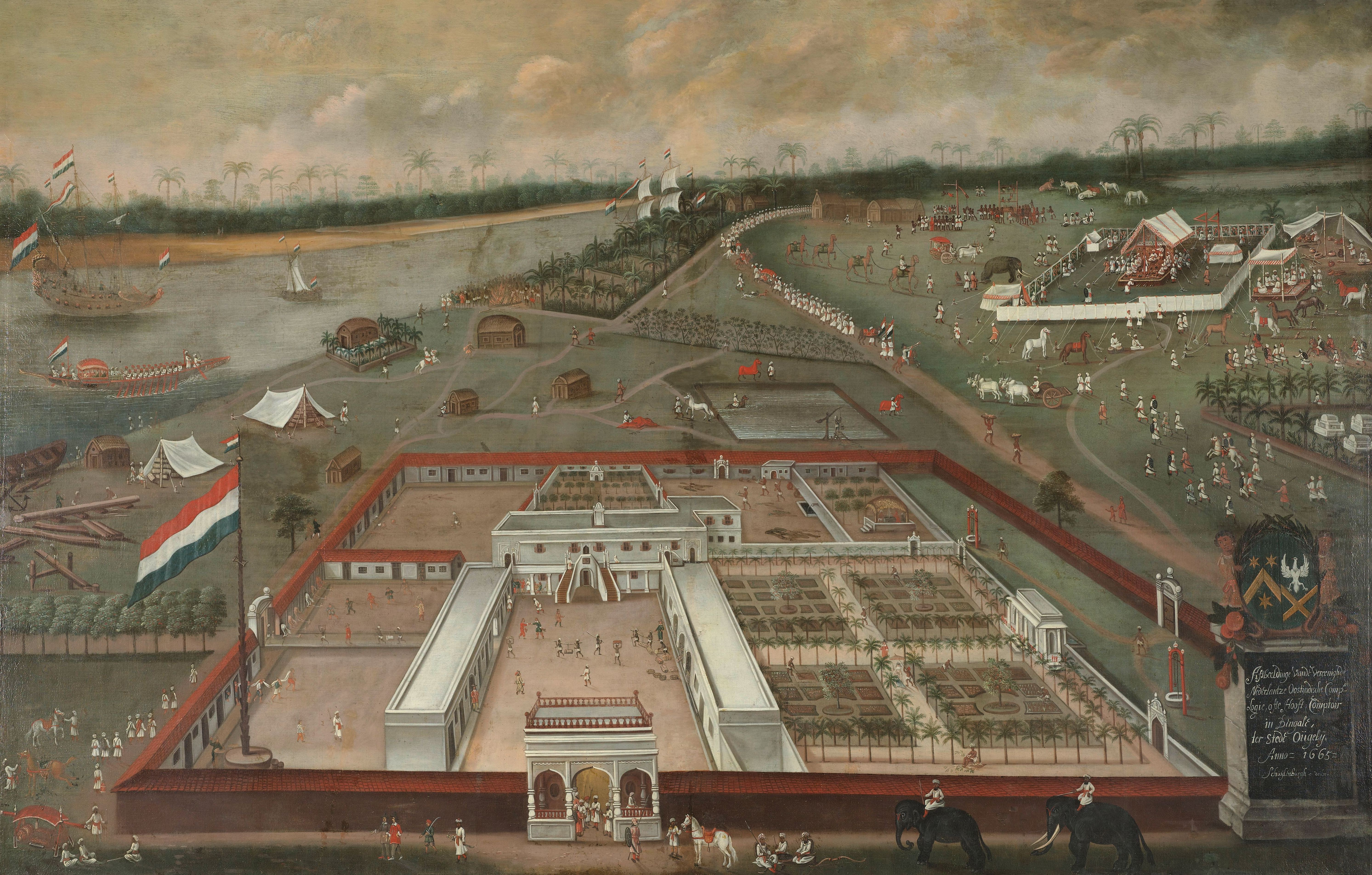
Fabbrica della Compagnia olandese delle Indie orientali a Hooghly-Chinsurah, Bengala. Hendrik van Schuylenburgh, 1665.

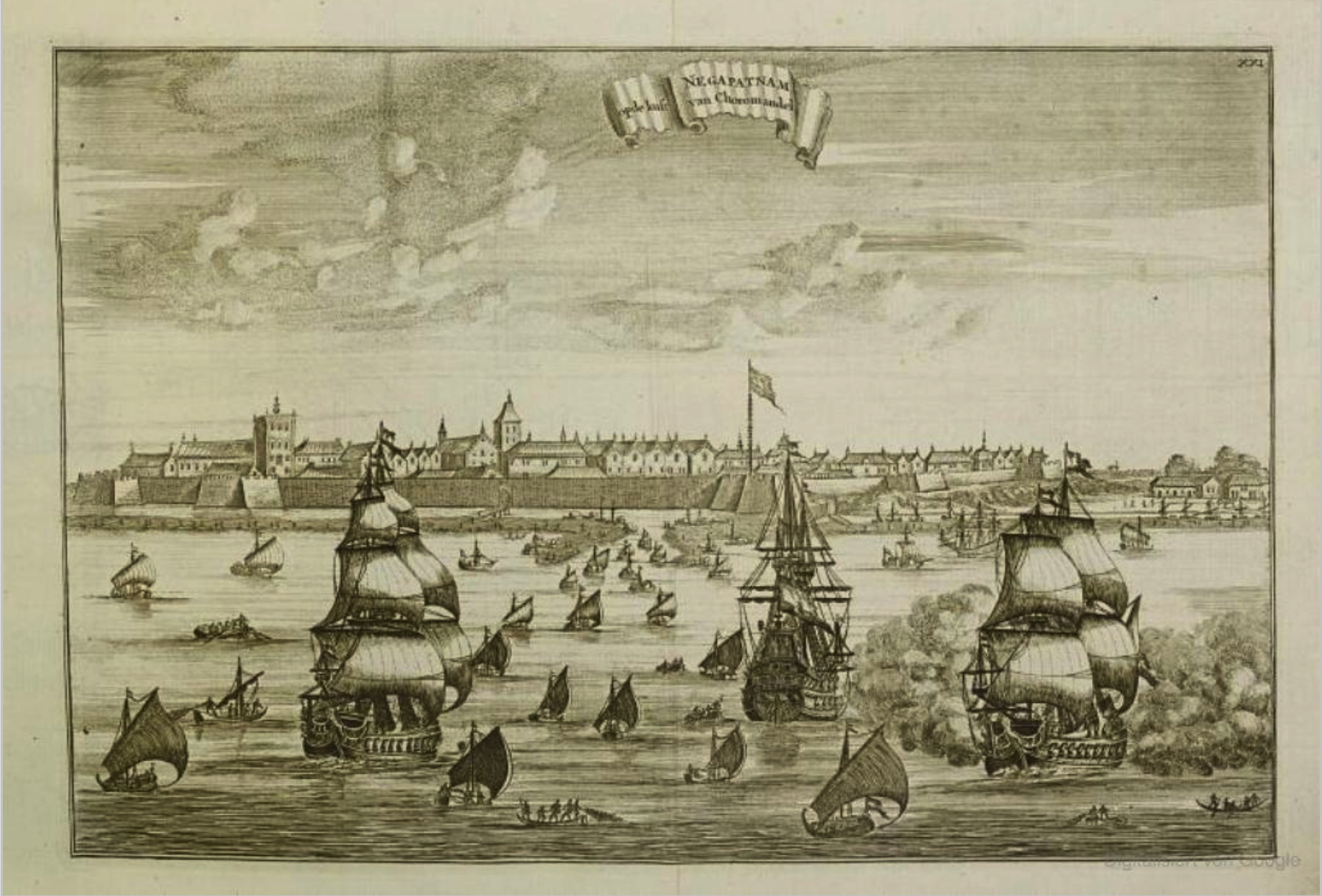
navi commerciali olandesi a Nagapattinam, Coromandel olandese, circa 1680

India olandese è un'espressione con cui si indicano le ex colonie dell'Olanda in India.
India olandese è un termine usato per riferirsi agli insediamenti e stazioni commerciali della Compagnia delle Indie Orientali olandesi sul subcontinente indiano. È utilizzato solo come una definizione geografica, in quanto non vi è mai stata una autorità politica che governava tutta l'India olandese. Invece, l'India olandese è stata divisa tra i governatorati olandesi di Ceylon e il governatorato olandese di Coromandel, il comandamento del Malabar olandese, e le direzioni del Bengala olandese e Suratte olandese.
Il termine non deve essere confuso con Indie Olandesi, che si riferisce alle Indie Orientali Olandesi (attualmente Indonesia), e con Indie Occidentali Olandesi (oggi Suriname e le ex Antille Olandesi).

## Storia
La presenza olandese sul subcontinente indiano è durata dal 1605 al 1825. Mercanti della Compagnia delle Indie Orientali olandesi si stabilirono prima nel Coromandel olandese, in particolare Pulicat, alla ricerca di tessuti da scambiare con gli aromi e spezie che commerciavano nelle Indie Orientali. Il Suratte e il Bengala divennero olandesi rispettivamente nel 1616 e nel 1627. Dopo che gli olandesi conquistarono Ceylon dai portoghesi nel 1656, espugnarono i loro forti sulla costa del Malabar cinque anni dopo, anche per garantire Ceylon da una invasione portoghese.
Oltre ai tessuti, gli elementi commercializzati nell'India olandese includono pietre preziose, indaco, e seta in tutta l'India, salnitro e oppio nel Bengala olandese, e pepe nero nel Malabar olandese. Schiavi indiani sono stati trasferiti nelle Isole delle Spezie e nella Colonia del Capo.
Nella seconda metà del XVIII secolo, gli olandesi hanno perso la loro influenza sempre di più. Con le lettere da Kew si devolvono tutte le colonie olandesi agli inglesi, per impedire loro di essere invase dalla Francia rivoluzionaria. Nella famosa battaglia di Colachel del 1741 (ora Kolachal), l'esercito del re di Travancore, Marthanda Varma, sconfisse l'esercito olandese della Compagnia delle Indie orientali, causando la fine della presenza olandese nel Malabar.

Sebbene il Coromandel olandese e il Bengala olandese siano stati riportati sotto la sovranità olandese in ragione del trattato anglo-olandese del 1814, sono tornati a far parte dell'India britannica in forza delle disposizioni del trattato anglo-olandese del 1824. Secondo i termini del trattato, tutti i trasferimenti di proprietà e delle istituzioni locali dovevano aver luogo il 1º marzo 1825.

Nella prima metà del 1825 gli olandesi avevano perso i loro ultimi possedimenti commerciali in India.

## Bengala olandese

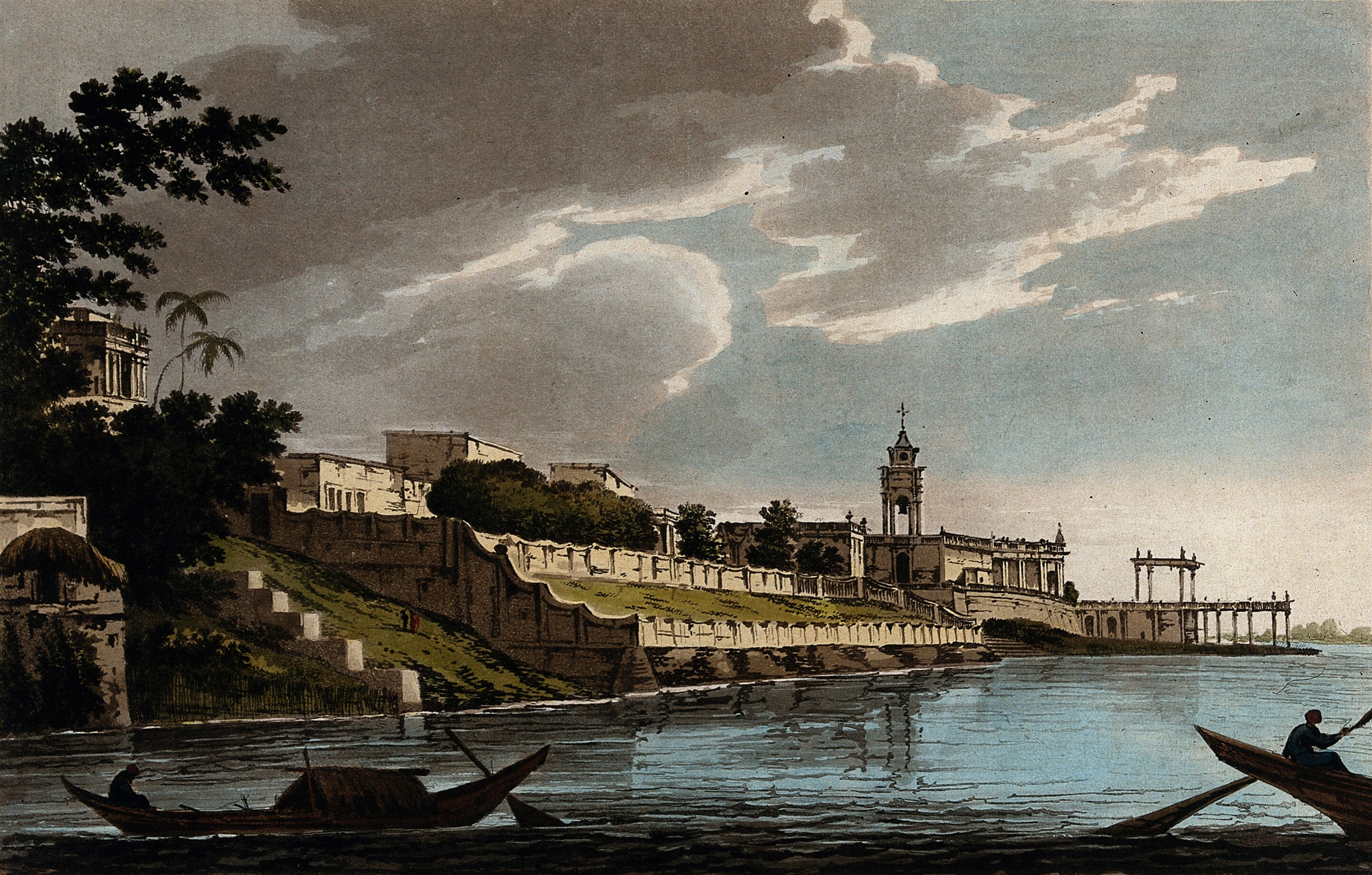
una vista dell'insediamento olandese di Chinsura nel Bengala

Nel 1608 l'Olanda fondò la sua prima colonia in India. Nel 1625 la Compagnia Olandese delle Indie Orientali, comunemente nota come la Companie Jan o VOC, fondò un insediamento a Chinsurah a pochi chilometri a sud di Bandel per il commercio di oppio, sale, mussola e spezie. Costruirono una fortezza chiamata Forte Gustavius, una chiesa e diversi altri edifici.
L'insediamento olandese di Chinsurah sopravvisse fino al 1825, quando gli olandesi nel processo di consolidamento dei loro interessi nelle Indie Orientali Olandesi (l'attuale Indonesia), cedono Chinsurah agli inglesi in cambio dell'isola di Sumatra, come parte del trattato anglo-olandese del 1824.
Il Forte Gustavius da allora è scomparso da Chinsurah e la chiesa è crollata di recente a causa dell'abbandono, ma gran parte del patrimonio olandese rimane. Questo include la vecchia caserma, la residenza del Governatore, la casa del Generale Perron, la scuola di Chinsurah, lo stabile della vecchia fabbrica, e l'ufficio dell'Alto Commissario della Divisione.

## Conio

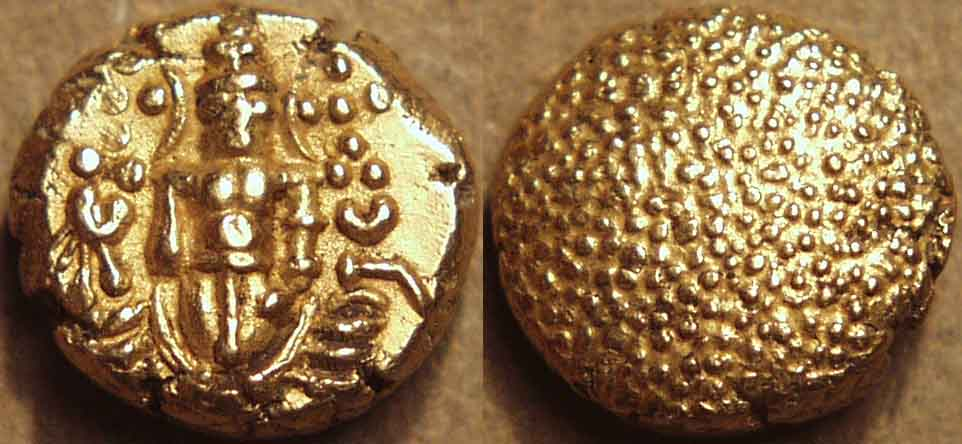
Pagoda in oro con l'effige del signore di Venkateswara, una forma del dio indù Visnù, coniato dalla zecca olandese a Pulicat, c. XVII o XVIII secolo

Durante il periodo coloniale gli olandesi hanno creato diverse zecche in India, a Cochin, Masulipattam, Nagapatam (o Negapatam), Pondicherry (durante il quinquennio 1693-1698, quando l'autorità olandese ne aveva ottenuto il controllo dai francesi), e Pulicat. Le monete sono state tutte ispirate alle coniazioni locali.

## Cronologia dell'India olandese
- 1605 — la Compagnia olandese delle Indie orientali crea la prima fabbrica indiana a Masulipatnam.
- 1610–1825 — Pulicat diviene possedimento olandese.
- 1638 — Si costruisce una fabbrica a Vengurla, sulla costa di Konkan.
- 1658–1795 — Tuticorin diviene possedimento olandese.
- 1658–1781 — Nagapattinam diviene possedimento olandese.
- 1780–1784 — La costa del Coromandel è occupata dall'Impero britannico.
- 1795–1818 — Occupazione britannica di tutti gli insediamenti olandesi in India.
- 1818 — Il Malabar è annesso all'India Britannica.
- 1818 — Gli insediamenti di Coromandel vengono restituiti ai Paesi Bassi.
- 1825 — il Coromandel è ceduto alla Gran Bretagna, diventando parte dell'India Britannica.

## Lista delle colonie
Colonie olandesi sulla costa del Malabar (costa sud-occidentale dell'India meridionale):
- Cranganore (Kodungallur) (1662) (presa dal Portogallo)
- Cochin di Cima (Pallippuram, Ernakulam) (1661) (presa dal Portogallo)
- Cochin, Cochin del Baixo o Santa Cruz (1663) (presa dal Portogallo)
- Ceylon (Sri Lanka) (1661) (presa dal Portogallo)
- Cannanore (1663–1790) (presa dal Portogallo)
- Kundapura (1667–1682)
- Kayankulam (ca. 1645)
- Ponnani (ca. 1663).

Colonie olandesi sulla costa del Coromandel (costa orientale dell'India):
- Golkonda (1662 – ca. 1733)
- Bimilipatnam (1687–1795, 1818–25) ceduta agli Inglesi
- Jaggernaikpoeram (1734–95, 1818–25) ceduta agli Inglesi
- Daatzeram (ora Drakshawarama) (1633–1730)
- Nagelwanze (1669–87)
- Palakol (1613–1781, 1785–95, 1818–25) ceduta agli Inglesi
- Masulipatnam (1605–1756)
- Petapoeli o Nizampatnam (1606–68)
- Pulicat (Paliacatta) (1610–1781, 1785–95, 1805–25) ceduta agli Inglesi
- Sadras (1654–1757, 1785–95, 1818–25) conquistata dagli Inglesi nel 1818
- Tierepopelier (Thiruppapuliyur, Thiruppadiripuliyur) (1608–25)
- Tegenapatnam, Coedeloer (Cuddalore) (1647–1758)
- Parangipettai (Porto Novo) (1608–1825) ceduta agli Inglesi
- Nagapattinam (1658–1781) ceduta agli Inglesi
- Tuticorim (1658–1825).